# Покољ у Постолопртију
Покољ у Постолопртију догодио се након Другог светског рата у јуну 1945. године, када је чехословачка војска без суђења убила неколико стотина интернираних цивила немачке националности из Постолопртија и околине. Овај покољ је однео највећи број жртава на северу Чешке у послератној историји и био је други најтрагичнији догађај  током такозваног насилног протеривања Немаца из Чехословачке.  Иако је међу убијеним било немачких ратних злочинаца, један број људи је изгубило живот само зато што се сматрало да су били повезане са такозваним Брновским маршем смрти, а било је и међу убијенима и недужне деце.

## Позадина догађаја
До маја 1945. године совјетска Црвена армија освојила је Словачку и Чешку заједно са некадашњим Трећим рајхом. Један режим ускраћивања суверенитета, чистки, погубљења и политичке цензуре заменио је други, пошто се поново уједињена Чехословачка брзо упила у комунистичку орбиту Варшавског пакта. Враћајући се из егзила, чехословачки председник Едвард Бенеш затекао је сломљену нацију разјарену етничком мржњом према Немцима, без обзира на њихова политичка уверења или мишљење о нацизму или антисловенском нацистичком шовинизму. Култура, етничка припадност, па чак и звук немачког језика гадили су се многим Чесима.
Више од 250.000 људи у Чехословачкој умрло је током рата због погубљења, затвора или у транзитним логорима у земљи и иностранству (Пољској), а 300.000 Чеха и Јевреја депортовано је у концентрационе логоре У разумљивој антинемачкој хистерији која је уследила, у чехословачкој влади је било узвишено да „нација преживљава само надајући се освети“ .
У опсежној генерализацији која је све Немце лажно сматрала ратоборним, профашистичким и античешким, Чехословаци су планирали да у потпуности униште читаву немачку мањину стару 1.000 година само због њихове етничке припадности, ефикасно очистивши више од 28,8% националног становништва за само неколико година.
Једна од таквих злочина у антинемачкој хистерији која је завладала међу Чесима био је и покољ у Постолопортију у коме је страдало према грубој процени око 2.000-3000 Немаца.

## Покољ
Град Постолопрти је Генералштаб Министарства народне одбране одредио за ново седиште 1. дивизије.  Средином маја 1945. године његова прва оперативна група стигла је у Постолопрти са задатком да очисти подручје од Немаца.  На лицу места јој је помагао део Револуционарне гарде предвођен бившим општинским полицајцем Бохуславом Мареком.    
На основу добијених упутстава, чехословачка војска је крајем маја и у јуну 1945. године интернирала мушкарце од 13 до 65 година немачке националности из Постолопртија и оближњег Жатеца у касарну у Постолопортију, један део, а остали су послати у логор у локалној фазанарији.
Интернирани су подељени у неколико група:
- Мушкарци узраста од 13 до 65 година одведени су у касарну (у којој је за време окупације Чехословачке постојао  камп за увежбавање Хитлерјугенда.[4]
- :ене, деца и старци били концентрисани у логору у фазанерији.[5]

Након прикупљања будућих жртава покоља њих најмање 763 је стрељано без претходног суђења. Погубљења су се одвијала директно у фазанерији, у школи, у касарни, на стази, у винограду и песковнику.
Међу погубљенима било је и пет дечака из редова бивше Хитлерове омладине, узраста од 12 до 15 година, који су желели да побегну из логора или уберу воће. Ухватила их је патрола и свирепо претукла по налогу Бохуслава Марека. Затим их је демонстративно погубила пред очима осталих интернираних лица.
Остали Немци који нису погубљени интернирани су и касније депортовани у Немачку.
Иако  истражна комисија основана 1947. године, није идентификовала кривце,  коначни извештај о њеном раду остао је строго чувана тајна. После комунистичког пуча, четрдесет година се није смело причати о покољу. Иза тога је стојао највероватније овакав став једног од учесника догађаја капетана Војтеха Церног:
Немци су учинили толико зла да им се никада не можемо одужити, чак и ако извршавамо егзекуције сваки дан...ако је немачка нација успела да усмрти 25 милиона људи, тешко је поступити другачије ако желимо да идемо у корак с њима.

## Прва истрага
Године 1947. године, покољем у Пролопртију почела је да се бави истражна комисија Уставотворне националне скупштине коју је предводио народни заменик Одбора за безбедност др Бохумир Бунжоу.  У комисији су као чланови били др Јарослав Кокеш, Вацлав Холуб, Јозеф Хорват  и др Кацл.
По налогу комисије извршена је тајна ексхумација жртава од 17. до 27. септембра 1947. године.  Ексхумација се догодила у присуству званичне комисије која се састојала од команданта развоја, службеног лекара и истражног судије. Пронађено је девет масовних гробница у којима се налазило 763 тела, укључујући и пет жена и једно дете.  У фазанерији су пронађена укупно 452 тела.
Међутим, стварни број жртава може бити већи јер можда нису пронађене све гробнице јер... Сведочећи пред истражном комисијом сви су се сложили да је убиствима Немаца било. Међутим, истовремено су сви негирали да су учествовати у погубљењима. Тако да није било никога ко би могао да обавести своје претпостављене о погубљењима.
Комисија је саслушала Черног и Марека. Черни је такође признао да је издао наредбу, а Марек је проценио број погубљених на хиљаду људи.
Како је дивљачко протеривање Немаца било изузетно остљиво политички питање, кривци нису идентификовани, а коначни извештај комисије остао је у тајности. Министарство националне одбране и Министарство унутрашњих послова такође су целу ствар оправдали револуционарном одмаздом.
Након доласка комунистичког режима на власт, свака даља истрага је заустављена и покољ у Постолопрту постао је табу тема.
Посланик др Бохумир Бунж, предстеник истражне комисије, морао је да емигрира након фебруарског пуча и у наредном периоду у политичком суђењу, осуђен је на смрт у одсуству.  Ником осим њему никада није суђено у вези са покољем.

## Обновљена истрага
Случај је поново отворен након Баршунасте револуције 1989. године. Полиција је случај истражила укупно три пута. Прво је изјавила да се покољ заиста догодио, али није успела да идентификује кривце.
Ово се догодило тек након истраге 2006-2009. Тада је полиција испитала 37 сведока, укључујући и оне који живе у Немачкој. Полиција је закључила да је штабни капетан Војтех Черни наредио убиство пет дечака, док је шегрт постолар и општински полицајац из Постолопртија Бохуслав Марек наредио убиство још три особе. Блак и Марк су највероватније били одговорни за друга убиства.  Према истражитељу Павелу Карасу, реч је о убиствима према тадашњем закону, који би данас био класификован као геноцид .

## Број жртава
Током ексхумације пронађене су 763 жртве покоља, али овај број вероватно није коначан. Извештај парламентарне истражне комисије, основане 1947. године, процењује број жртава на 2.300.
Процене историчара се крећу од 2000-3000 смртних случајева.

## Супротстваљени ставови
Први став
Као резултат закључака историчара долази се и до критичког става према опису догађаја и његовој истрази. Наиме у једном од извештаја наводи се да: нема довољно доказано да ли су ексхумирана тела заиста само остаци Немаца убијених после Другог светског рата или су међу овим телима и тела убијених Јевреја који су били затворени током рата у овој касарник или мртвих затвореника из немачких концентрационих логора убијених током марша смрти. 
Други став
Друга критика указује на чињеницу да Немци убијени након рата нису били само цивили, већ да су већина били припадници СС-а и НСДАП-а .
Трећи став
Неспорно је да су нацисти починили стравична зверства над чешким народом. Међутим, нису судетски и карпатски немачки фармери и фабрички радници осудили на десетине хиљада људи на смрт у Хајдриховим затворима или у концентрационим логорима у Терезиенштату и Аушвицу. Иако су судетски Немци показали огромну подршку Хитлеру иулазак Немачке 1938. године и на крају допринели политичкој кризи која је уништила чехословачку независност, судетски Немци су развили различита политичка уверења до 1945. године
Фашизам, комунизам, прочешко помирење, и социјализам су сви били присутни док су се судетски Немци прилагођавали предстојећем паду Трећег рајха и поновном успостављању чехословачке суверености над немачком мањином.
Без обзира на еклектична политичка уверења и степен кривице судетских Немаца, Чехословаци су на крају уништили читаву етничку заједницу од више од 3.000.000 цивила - нациста, расиста, антифашиста и социјалиста - једноставно због своје етничке припадности, шаљући породице које су претходно саставни део региона вековима у дијаспору као једну од највећих избегличких заједница века.

## Спомен обележје
Градски Савет Постолопртија је 4. новембра 2009. године одлучио да се на месту масовних убистава Немаца подигне споменик. То се догодило након два претходна одбијања тадађњих саветника.
На споменику, чије је постављање платила градска кућа Постолопртија, налази се спомен плоћа са натписом на чешком и немачком језику:
Свим невиним жртвама постолопртских догађаја из маја и јуна 1945. године
Из оригиналног нацрта текста, који је гласио:
„Немачким жртвама покоља у Постолопртију 1945. године“,
Изостављени су подаци о немачкој националности жртава, реч „покољ” замењена је неутралном речју „догађај”.